# تاكيشي فوجي (لاعب شوغي)
تاكيشي فوجي (باليابانية: 藤井猛؛ بالكانا: ふじい たけし) هو لاعب شوغي ‏ ياباني، ولد في 29 سبتمبر 1970 في نوماتا في اليابان.